# Matthieu Nguyễn Văn Khôi
Matthieu Nguyễn Văn Khôi (Xuân Phương, 13 ottobre 1951) è un vescovo cattolico vietnamita, dal 30 giugno 2012 vescovo di Quy Nhơn.

## Biografia

### Infanzia e formazione
Matthieu Nguyễn Văn Khôi è nato il 13 ottobre 1951 a Xuân Phương, frazione del comune di Phước Sơn del distretto di Tuy Phước  nella provincia di Binh Dinh.
Sentita fin da bambino la vocazione al sacerdozio, nel 1963 ha iniziato il suo percorso formativo presso il seminario minore di Quy Nhơn, completando gli studi di filosofia e teologia nel 1977 presso il pontifico collegio San Pio X di Ðà Lat e contemporaneamente frequentando anche la facoltà di lettere presso l'Università di Da Lat.

### Ministero sacerdotale
A causa della guerra ha dovuto inizialmente rinunciare a proseguire nel cammino religioso e tornò a vivere per un periodo con la sua famiglia.
È stato ordinato prete il 10 maggio 1989 dal vescovo Paul Huỳnh Đông Các. Dopo l'ordinazione sacerdotale è stato parroco per la parrocchia di Nam Bình fino al 2000 e professore di filosofia presso il seminario maggiore Maris Stella di Nha Trang dal 1994 al 2000. Nel 2000 è stato inviato a Roma per ulteriori studi presso la Pontificia università urbaniana, dove ha ottenuto il dottorato in teologia morale nel 2004. Al ritorno in patria ha ripreso ad insegnare teologia morale in seminario ed è stato parroco della cattedrale di Quy Nhơn e vicario foraneo della provincia di Binh Dinh, membro del collegio dei consultori e membro del corpo insegnante della formazione permanente per i sacerdoti della diocesi.

### Ministero episcopale
Il 31 dicembre 2009 papa Benedetto XVI lo ha nominato vescovo coadiutore di Quy Nhơn. Ha ricevuto l'ordinazione episcopale il 4 febbraio 2010 per imposizione delle mani del vescovo di Ðà Lat e futuro cardinale Pierre Nguyễn Văn Nhơn.
È succeduto alla guida della diocesi il 30 giugno 2012. Per la conferenza episcopale del Vietnam è presidente del comitato per le arti sacre fin dal 2010.
In qualità di presidente del comitato per le arti sacre ha ricevuto l'incarico di dirigere i lavori di costruzione della nuova basilica di Notre-Dame di La Vang e del relativo centro visitatori.

## Genealogia episcopale
La genealogia episcopale è:
- Cardinale Scipione Rebiba
- Cardinale Giulio Antonio Santori
- Cardinale Girolamo Bernerio, O.P.
- Arcivescovo Galeazzo Sanvitale
- Cardinale Ludovico Ludovisi
- Cardinale Luigi Caetani
- Cardinale Ulderico Carpegna
- Cardinale Paluzzo Paluzzi Altieri degli Albertoni
- Papa Benedetto XIII
- Papa Benedetto XIV
- Papa Clemente XIII
- Cardinale Marcantonio Colonna
- Cardinale Giacinto Sigismondo Gerdil, B.
- Cardinale Giulio Maria della Somaglia
- Cardinale Carlo Odescalchi, S.I.
- Vescovo Eugène de Mazenod, O.M.I.
- Cardinale Joseph Hippolyte Guibert, O.M.I.
- Cardinale François-Marie-Benjamin Richard de la Vergne
- Cardinale Pietro Gasparri
- Cardinale Clemente Micara
- Cardinale Jozef-Ernest Van Roey
- Cardinale  Léon-Joseph Suenens
- Arcivescovo Henri Lemaître
- Vescovo Barthélemy Nguyễn Sơn Lâm
- Cardinale Pierre Nguyễn Văn Nhơn
- Vescovo Matthieu Nguyễn Văn Khôi